# Kajsa Rothman
Karin Kajsa Rothman (Karlstad, 20 de agosto de 1903-México, 31 de octubre de 1969) fue una activista multilingüe, periodista y la primera voluntaria sueca en la guerra civil española. En su juventud también fue muy conocida como bailarina de maratón.

## Biografía
Rothman nació el 20 de agosto de 1903 en Karlstad (Suecia), hija mayor de Anna Helin y Helmer Rothman. Como su padre trabajaba como secretario de redacción en el periódico local Karlstads Tidning (ahora Karlstads-Tidningen, KT), Kajsa Rothman esperaba dedicarse a lo mismo, pero su padre se opuso y quería que siguiera la carrera de fisioterapia tras graduarse en Uppsala. En lugar de ello, se trasladó al extranjero en busca de aventuras en Europa.

### Bailarina
En su juventud participó en numerosos maratones de danza por toda Europa. Según Hannson, pasó tres años como bailarina profesional de maratones en competiciones en las que las parejas debían bailar las veinticuatro horas del día y el ganador era el que más duraba. «Rothman bailó por toda Europa y ganó todas sus competiciones». Como bailarina bien entrenada y alta, con sus 180 centímetros de altura (5,9 pies), superaba a todos los demás competidores. En una ocasión, ella y su pareja ganaron tras bailar durante 63 días y noches seguidos.
Al terminar su carrera como bailarina, se trasladó al sur de Francia y a Rumanía, donde encontró trabajo como institutriz antes de viajar a Barcelona (España) en 1934 y abrir su propia agencia de viajes. Allí aprovechó sus conocimientos multilingües en: inglés, francés, alemán, español, italiano, rumano, armenio y árabe, además de su sueco natal. Una habilidad que le serviría más adelante.

### Activista
En julio de 1936, cuando estalló la guerra civil española, fue la primera sueca en ofrecerse voluntaria y aceptó un puesto como enfermera de la Cruz Roja. Se dedicó principalmente a ayudar a los heridos transportándolos a lugares más seguros. En una carta a su madre, relata una de sus experiencias: «Vi a un pobre muchacho sueco herido. Tenía un brazo y una mano amputados y la cabeza muy destrozada. Se alegró mucho de hablar con alguien sueco». Pronto consiguió que el joven sueco, Bruno Franzén, viajara a Suecia lo antes posible. En un artículo que apareció en el periódico de su padre, Karlstads Tidning, titulado “Dale nuevas manos a Bruno”, publicó un llamamiento urgente para que los lectores contribuyeran a su cuidado.
Pasó a trabajar con la organización sueca Help to Spain y se centró en aumentar la financiación de orfanatos en Francia y España. Escribió artículos para la revista Solidaritet[ de Help to Spain y se convirtió en locutora de la radio sueca que emitía desde Madrid. Como agregada de prensa al gobierno español, trabajó con otros corresponsales extranjeros y colaboró en Karlstads Tidning describiendo la brutalidad de la guerra española. A su regreso a Suecia, escribió un libro titulado Spanska barn ritar om kriget (Los niños españoles dibujan la guerra) en 1937.
Gracias a su activismo, se hizo muy conocida en Suecia. En 1938, cuando visitó Karlstad (Suecia), unas 5.000 personas esperaban en la estación de tren. Durante su estancia, pronunció 135 conferencias para reforzar la solidaridad de Suecia con el pueblo español. También creó el “Fondo de leche de Kajsa” para enviar leche en polvo a los niños españoles.
Cuando las fuerzas de Franco ganaron la guerra civil en España en 1939, Rothman huyó con otros activistas a Francia y luego a México, estableciéndose en el pueblo de Tequisquiapan, al norte de Ciudad de México. Allí abrió un bar con otra mujer y dirigió una escuela para los niños de los pueblos indígenas de México.
En México, Rothman se casó para obtener permiso para permanecer en el país, adoptando el apellido Rothman de Rosas. No soportaba el clima de Tequisquiapan, así que se vio obligada a mudarse a Yucatán, donde pronto comenzó a guiar a turistas europeos entre las ruinas mayas.
En 1964, Kajsa Rothman enfermó de cáncer de mama. El cáncer se extendió y, al acercarse el fin, regresó a Tequisquiapan. Falleció en 1969, a los 66 años, y fue enterrada en el pueblo.